# Сабріна Гонсалес Пастерскі
Сабріна Гонсалес Пастерскі (англ. Sabrina Gonzalez Pasterski; нар. 3 червня 1993, Чикаго, США) — американська науковець-фізик з Чикаго, Іллінойс, Внесла істотний внесок у розуміння гравітаційної пам'яті. Найбільшу популярність отримала за свою «теорію Трикутника», що зв'язує воєдино різні гіпотези. Їй пропонували роботу в Blue Origin, аерокосмічному агентстві, створеному власником Amazon.com Джеффом Безосом, і НАСА.

## Біографія
Пастерскі народилася в Чикаго 3 червня 1993 року. Називає себе «гордою американською кубинкою в першому поколінні, а також випускницею державної школи Чикаго».
У 1998 році пішла в Едісонівський центр для обдарованих дітей. У 2003 почала вчитися льотній справі, до 2005 року встигла політати другим пілотом за штурвалом FAA1 на зльоті авіаторів-любителів в Ошкоші, а до 2006 року почала будівництво літака власної конструкції. У 2007 році в Канаді самостійно пілотувала літак Cessna 150, в 2008 отримала сертифікат на свій літак (МТІ допоміг з сертифікацією одномоторного літака, який дівчина зібрала сама). Свій перший самостійний політ над територією США на саморобному літаку вона зробила в 2009 зі схвалення свого пілота-інструктора Джея Мейнарда.
У 2010 закінчила Іллінойську академію математики і фізики. Джефф Безос захопив її фізикою. Прикладами для наслідування Сабріна називає таких вчених як Леон Ледерман, Дадлі Хершбах і Фрімен Дайсон.
Отримала диплом бакалавра в Массачусетському технологічному інституті. З 2014 року проходить навчання на одержання докторського ступеня в галузі фізичних наук в Гарвардському університеті.

## Наукові досягнення
Вивчає теорію струн і фізику елементарних частинок.
Перш ніж присвятити себе фізиці елементарних частинок, Пастерскі брала участь у роботі з компактним мюонним соленоїдом на Великому адронному колайдері. У 21 рік Пастерскі виклала свою «теорію Трикутника» і «спін-пам'яті» в Гарварді, і завершила роботу над «Трикутником» для електромагнітної пам'яті під час циклу лекцій у Центрі теоретичної фізики Массачусетського технологічного інституту. (Це послужило основою для декількох інших робіт, які в 2015 році були описані як «нещодавно відкритий універсальний трикутник, вершинами якого є теорія м'яких фотонів, симетрії і пам'ять у калібрувальній і гравітаційній теоріях»). У 22 роки Пастерскі виступила з доповіддю на конференції факультету Гарвардського університету, в якому відповідала на питання застосовності цих теорій до теорії відсутності волосся у чорних дір і обговорила свій новий метод виявлення гравітаційних хвиль.
На початку 2016 року у монографії Стівена Хокінга, Малькольма Перрі та Ендрю Стромінджера (наукового керівника Пастерскі, від якого вона тоді працювала незалежно) під назвою «М'яке волосся чорної діри» були перераховані роботи одинадцяти авторів чоловічої статі і одного автора жіночої статі: Сабріни Пастерскі. Це викликало величезний інтерес ЗМІ після публікації на ArXiv.org і напередодні.

## Нагороди та премії
- 2010, від Авіапромислової асоціації Іллінойсу «За досягнення»[19]
- 2012, Тридцять американських науковців до 30 років[20]
- 2012, премія молодому науковцю від конференції нобелівських лауреатів у Ліндау
- 2013, стипендія Орлоффа на факультеті фізики МТІ[21]
- 2015 Список Forbes «30 знаменитостей молодше 30»[22]
- 2015 членство у Фонді Герца[23]

## Висвітлення у ЗМІ
Незабаром після випуску монографії Гокінга в 2016 році актор Джордж Такеї (Хікару Сулу) поширив статтю про Пастерскі на ozy.com у своєму Твіттері, зацитувавши її слова: «Сподіваюся, я відома своїми справами, а не тим, чого не роблю» (так вона прокоментувала той факт, що ніколи не курила й не вживала алкоголю). Цей допис отримав 527 000 ретвітів. Про Пастерскі та її статтю писали також польський журнал «Ангора» і DNES в Чехії. Так само в 2016 репер Кріс Браун розмістив відео, що рекламує Пастерскі. Форбс і History Channel випустили про Пастерскі передачу для своїх глядачів у Мексиці та Латинській Америці відповідно. Найчитанніший журнал іспанською мовою «People en Español» присвятив Пастерскі редакторський випуск у квітні 2016.